# Cram Motorsport
Cram Motorsport is een autosportteam uit Italië. Het team werd in 1994 opgericht door de racende broers Simone en Gabriele Rosei.
Het team heeft deelgenomen aan het Italiaanse Formule Abarth-kampioenschap, waarbij het in het laatste jaar van het bestaan in 2013 kampioen werd met Alessio Rovera. Ook werd het team in 2007 kampioen in de International Formula Master met Jérôme d'Ambrosio. Verder heeft het team aan de start gestaan van kampioenschappen zoals de Formule Renault 3.5 Series, de Eurocup Formule Renault 2.0, de Formule Renault 2.0 Northern European Cup, het Duitse Formule 3-kampioenschap, de Formule Renault V6 Eurocup en de Zwitserse en de Italiaanse Formule Renault 2.0.
Anno 2015 neemt het team deel aan het Italiaanse Formule 4-kampioenschap en de Formule Renault 2.0 Alps.